# Amatrice
Amatrice is een gemeente in de Italiaanse provincie Rieti (regio Latium) en telt 2650 inwoners (31-3-2016). De oppervlakte bedraagt 174,3 km², de bevolkingsdichtheid is 15 inwoners per km². 

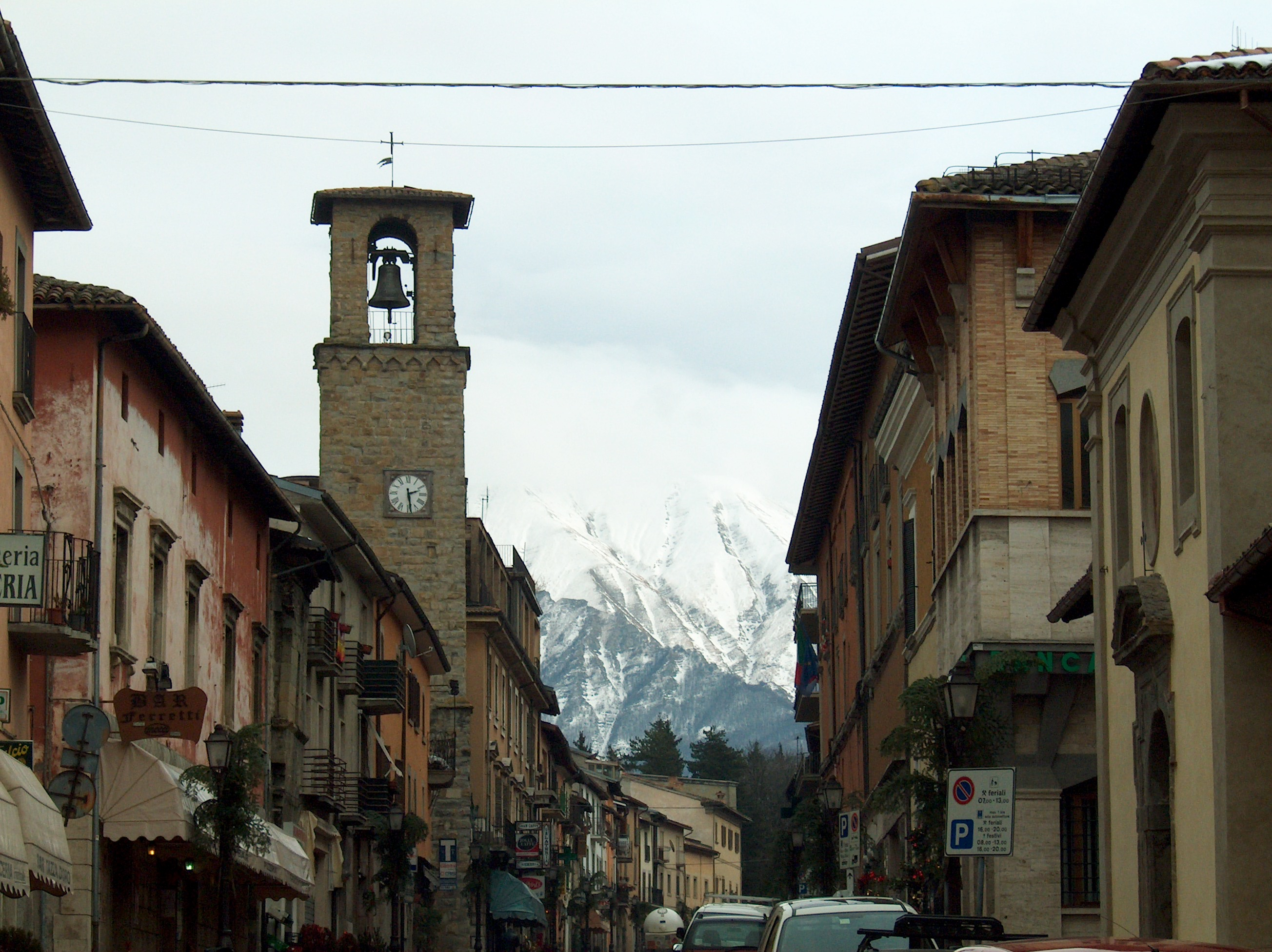
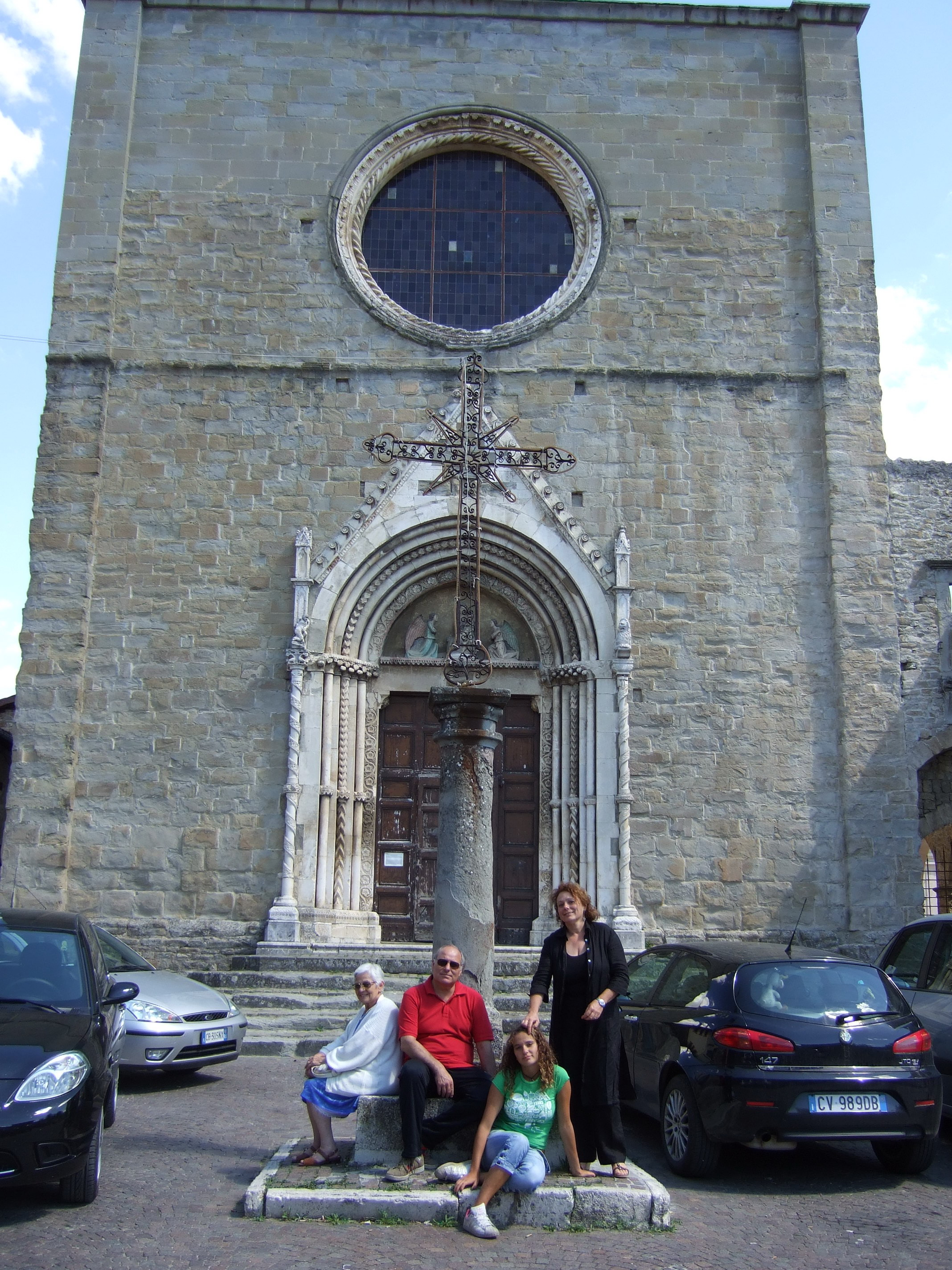
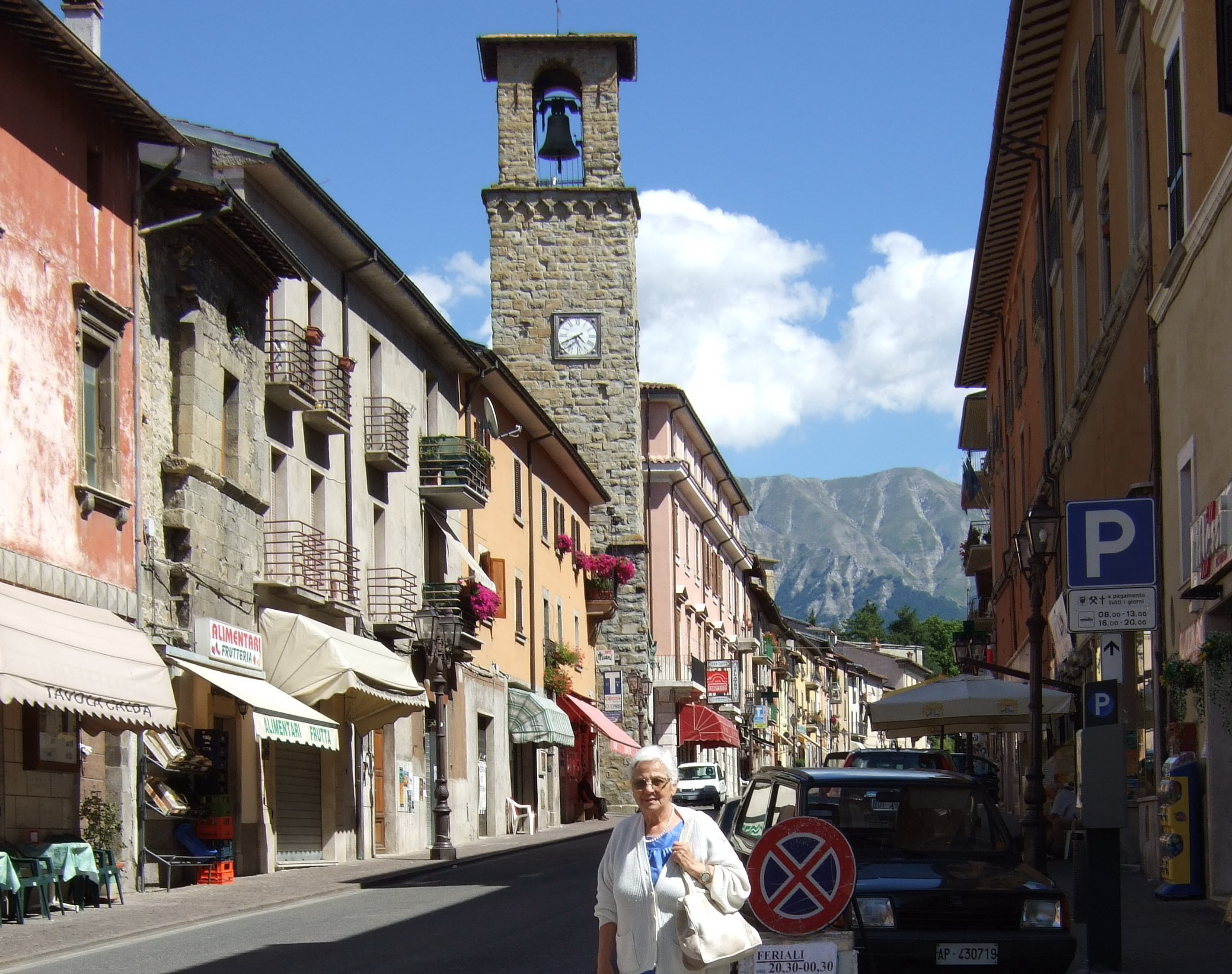
Corso

## Demografie
Het aantal inwoners van Amatrice daalde in de periode 1991-2013 met 9,2% volgens volkstellingen van ISTAT.
| Jaar | Inwoneraantal |
| ---- | ------------- |
| 1991 | 3042          |
| 2001 | 2807          |
| 2004 | 2781          |
| 2013 | 2706          |
| 2016 | 2650          |

## Geografie
De gemeente ligt op ongeveer 955 m boven zeeniveau.
Amatrice grenst aan de volgende gemeenten: Accumoli, Campotosto (AQ), Cittareale, Cortino (TE), Crognaleto (TE), Montereale (AQ), Rocca Santa Maria (TE), Valle Castellana (TE).

### Plaats
Aleggia, Bagnolo, Capricchia, Casale, Casale Bucci, Casale Nadalucci, Casalene, Casale Nibbi, Casali della Meta, Cascello, Castel Trione, Collalto, Collecreta, Collegentilesco, Collemagrone, Collemoresco, Collepagliuca, Colletroio, Colli, Conche, Configno, Cornelle di Sopra, Cornelle di Sotto, Cornillo Nuovo, Cornillo Vecchio, Cossara, Cossito, Crognale, Domo, Faizzone, Ferrazza, Filetta, Fiumatello, Francucciano, Forcelle, Moletano, Musicchio, Nommisci, Osteria della Meta, Pasciano, Patàrico, Petrana, Pinaco Arafranca, Poggio Castellano, Poggio Vitellino, Prato, Preta, Retrosi, Rio, Roccapassa, Rocchetta, Saletta, San Benedetto, San Capone, San Giorgio, San Lorenzo a Pinaco, San Martino, Santa Giusta, Sant'Angelo, San Tomasso, Saletta, Scai, Sommati, Torrita, Torritella, Varoni, Villa San Cipriano, Villa San Lorenzo a Flaviano, Voceto.

## Aardbeving
Op 24 augustus 2016 werd de plaats getroffen door een aardbeving met een kracht van 6,2 op de schaal van Richter. Veel mensen kwamen onder het puin van ingestorte woningen te liggen. De burgemeester verklaarde dat het stadje voor het grootste deel was verdwenen.